# Lasioglossum yakuticum
Lasioglossum yakuticum is een vliesvleugelig insect uit de familie Halictidae. De wetenschappelijke naam van de soort is voor het eerst geldig gepubliceerd in 2004 door Pesenko & Davydova.